# Кантелло
Кантелло (італ. Cantello) — муніципалітет в Італії, у регіоні Ломбардія,  провінція Варезе.
Кантелло розташоване на відстані близько 530 км на північний захід від Рима, 50 км на північний захід від Мілана, 4 км на схід від Варезе.
Населення — 4684 особи (2014).
Щорічний фестиваль відбувається 29 червня. 

## Демографія
Населення за роками:

Станом на 1 січня 2023 року в муніципалітеті офіційно проживало 180 іноземців з 36 країн, серед них 30 громадян країн Євросоюзу та 14 громадян України.

## Сусідні муніципалітети
- Арчизате
- Каньо
- Клівіо
- Мальнате
- Родеро
- Стабіо
- Варезе
- Віджу